# 9 febbraio
Il 9 febbraio è il 40º giorno del calendario gregoriano. Mancano 325 giorni alla fine dell'anno (326 negli anni bisestili).

## Eventi
- 474 – Zenone viene incoronato co-imperatore dell'Impero bizantino;
- 1111 – Enrico V e papa Pasquale II firmano il Patto di Sutri;
- 1619 – Giulio Cesare Vanini, filosofo, è arso vivo a Tolosa poiché riconosciuto colpevole di ateismo;
- 1621 – Viene eletto papa Gregorio XV;
- 1775 – Guerra d'indipendenza americana: il Parlamento inglese dichiara che il Massachusetts è in rivolta;
- 1801 – Austria e Francia firmano il Trattato di Lunéville con conseguente cessione della Toscana alla Francia;
- 1825 – Dopo che nessun candidato ha ottenuto la maggioranza, la Camera dei rappresentanti elegge John Quincy Adams come presidente degli Stati Uniti;
- 1849 – Dopo la fuga di papa Pio IX da Roma, viene proclamata la Repubblica Romana;
- 1861 – Jefferson Davis e Alexander Hamilton Stephens sono nominati presidente e vicepresidente provvisori degli Stati Confederati d'America;
- 1893 – Prima assoluta dell'opera Falstaff di Giuseppe Verdi al Teatro alla Scala di Milano; sarà l'ultimo lavoro operistico del compositore;
- 1895 – William G. Morgan inventa la pallavolo;
- 1900 – Nasce il trofeo di tennis noto come Coppa Davis;
- 1918 – Prima guerra mondiale: gli Imperi centrali firmano una pace separata con la Repubblica Popolare Ucraina;
- 1922 – Il Brasile diventa un membro della Convenzione di Berna per la protezione delle opere letterarie e artistiche sulla difesa dei diritti d'autore;
- 1941 – Seconda guerra mondiale: bombardamento navale di Genova a opera della Royal Navy;
- 1942
  - Negli Stati Uniti entra in vigore l'ora legale;
  - Seconda guerra mondiale: i vertici militari statunitensi tengono il loro primo incontro formale per discutere la strategia statunitense in guerra;
- 1943 – Seconda guerra mondiale: battaglia di Guadalcanal; le forze statunitensi sconfiggono i giapponesi;
- 1944 – Seconda guerra mondiale: giuramento dell'Esercito Nazionale Repubblicano, l'esercito regolare della Repubblica Sociale Italiana (RSI);
- 1950 – Paura rossa: il senatore statunitense Joseph McCarthy accusa il Dipartimento di Stato di essere pieno di comunisti;
- 1955 – A Roma Luigi Einaudi inaugura la prima linea metropolitana italiana;
- 1964 – I Beatles debuttano al The Ed Sullivan Show con un'audience pari a 73 milioni di persone, segnando uno dei più grandi eventi televisivi della storia;
- 1965 – Guerra del Vietnam: le prime truppe combattenti degli Stati Uniti vengono inviate nel Vietnam del Sud;
- 1971
  - Un terremoto di magnitudo 6,4 della scala Richter colpisce la valle di San Fernando in California;
  - Programma Apollo: l'Apollo 14 ritorna sulla Terra dopo essere atterrato sulla Luna;
- 1983 – Prince pubblica il singolo Little Red Corvette;
- 1986 – Ultima apparizione della Cometa di Halley all'interno del Sistema solare;
- 1991 – Gli elettori della Lituania votano a favore dell'indipendenza;
- 1994 – Viene annunciato il piano di pace per la Bosnia ed Erzegovina (il cosiddetto Piano Vance-Owen);
- 1996
  - L'Irish Republican Army dichiara la fine del suo cessate il fuoco durato 18 mesi e fa esplodere una bomba a Canary Wharf (Londra);
  - Viene scoperto l'elemento chimico del Copernicio;
- 2001 – Il sottomarino statunitense USS Greeneville colpisce e affonda accidentalmente la nave scuola giapponese Ehime-Maru.

## Nati
Ci sono circa 1 240 voci su persone nate il 9 febbraio; vedi la pagina Nati il 9 febbraio per un elenco descrittivo o la categoria Nati il 9 febbraio per un indice alfabetico.

## Morti
Ci sono circa 520 voci su persone morte il 9 febbraio; vedi la pagina Morti il 9 febbraio per un elenco descrittivo o la categoria Morti il 9 febbraio per un indice alfabetico.

## Feste e ricorrenze

### Civili
Nazionali:
- Italia: Giornata nazionale degli stati vegetativi[1], in ricordo alla data della scomparsa di Eluana Englaro, nel 2009

### Religiose
Cristianesimo:
- Sant'Altone di Altomünster, abate
- Sant'Auedeberto di Senlis, vescovo
- Sant'Ansberto di Rouen, abate
- Santa Apollonia di Alessandria, vergine e martire
- Sant'Einion Frenchin, principe di Lleyn
- San Marone, eremita
- San Teilo di Llandaff
- Santi Martiri di Alessandria d'Egitto
- San Miguel Febres Cordero, religioso
- Santi Primo e Donato, martiri
- San Rinaldo di Nocera Umbra, vescovo
- San Sabino di Avellino, vescovo
- San Sabino di Canosa, vescovo
- San Teliano, abate
- Beata Anna Katharina Emmerick, mistica
- Beato Bernardino Caimi, francescano
- Beato Giacomo Abbondo, sacerdote
- Beato Leopoldo da Alpandeire, cappuccino
- Beato Luigi Magana Servin, martire

Religione romana antica e moderna:
- Fornacalia, terzo giorno